# Элсберг (тауншип, Миннесота)
Элсберг (англ. Ellsburg) — тауншип в округе Сент-Луис, Миннесота, США. На 2000 год его население составило 174 человека.

## География
По данным Бюро переписи населения США площадь тауншипа составляет 186,5 км², из которых 180,2 км² занимает суша, а 6,3 км² — вода (3,39 %).

## Демография
По данным переписи населения 2000 года здесь находились 174 человека, 77 домохозяйств и 51 семья. Плотность населения —  1,0 чел./км². На территории тауншипа расположено 318 построек со средней плотностью 1,8 построек на один квадратный километр. Расовый состав населения: 98,85 % белых, 0,57 % афроамериканцев и 0,57 % коренных американцев.
Из 77 домохозяйств в 19,5 % воспитывались дети до 18 лет, в 58,4 % проживали супружеские пары, в 9,1 % проживали незамужние женщины и в 32,5 % домохозяйств проживали несемейные люди. 27,3 % домохозяйств состояли из одного человека, при том 10,4 % из — одиноких пожилых людей старше 65 лет. Средний размер домохозяйства — 2,26, а семьи — 2,77 человека.
18,4 % населения — младше 18 лет, 5,7 % — в возрасте от 18 до 24 лет, 25,9 % — от 25 до 44, 31,0 % — от 45 до 64, и 19,0 % — старше 65 лет. Средний возраст — 45 лет. На каждые 100 женщин приходилось 112,2 мужчин. На каждые 100 женщин старше 18 приходилось 118,5 мужчин.
Средний годовой доход домохозяйства составлял 39 250 долларов, а средний годовой доход семьи —  42 500 долларов. Средний доход мужчин —  41 875  долларов, в то время как у женщин — 26 875. Доход на душу населения составил 15 582 доллара. За чертой бедности находились 23,1 % семей и 21,4 % всего населения тауншипа, из которых 41,0 % младше 18 лет.